# Enid Blyton
Enid Mary Blyton, angleška pisateljica, * 11. avgust 1897, East Dulwich, London,  Anglija, Združeno kraljestvo, † 28. november 1968, Hampstead, London,  Anglija, Združeno kraljestvo.
Enid Blyton je bila angleška otroška pisateljica, katere knjige so že od tridesetih let 20. stoletja med najbolje prodajanimi na svetu, saj so bile prodane v več kot 600 milijonih izvodov. Njene knjige so še vedno izjemno priljubljene in so prevedene v 90 jezikov. Od junija 2018 je Blytonova na 4. mestu med najpogosteje prevajanimi avtorji. Pisala je o številnih temah, vključno z izobraževanjem, naravoslovjem, domišljijo, skrivnostmi in svetopisemskimi pripovedmi, danes je pa najbolj poznana po svojih delih o Nodiju, petih prijateljih, Skrivnih sedem in Malory Towers.
Njena prva knjiga, pesniška zbirka Child Whispers na 24-ih straneh, je izšla leta 1922. Po komercialnem uspehu njenih zgodnjih romanov, kot sta Adventures of the Wishing-Chair (1937) in The Enchanted Wood (1939), je Blytonova pričela graditi svoj literarni imperij. Včasih je ob prispevkih v revijah in časopisih napisala tudi petdeset knjig letno. Njeno pisanje je bilo nenačrtovano in je večinoma izviralo iz njenega nezavednega uma – svoje zgodbe je namreč pisala, kot da se dogodki odvijajo pred njo. Velik obseg in hitrost njenega dela sta zato privedla do govoric, da Blytonova zaposluje ogromno prikritih piscev, vendar je to odločno zanikala.
Delo Blytonove je od petdesetih let 20. stoletja postajalo vedno bolj kontroverzno med literarnimi kritiki, učitelji in starši zaradi narave njenega pisanja in tem njenih knjig, predvsem serije Nodi. Nekatere knjižnice in šole so prepovedale njena dela, za katera je BBC zavrnil njihovo predvajanje med tridesetimi in petdesetimi leti 20. stoletja, kar so utemeljevali s trditvijo, da nimajo večje literarne vrednosti. Njene knjige so bile kritizirane kot elitistične, seksistične, rasistične, ksenofobne in v nasprotju z naprednejšim okoljem, ki se je oblikovalo v Veliki Britaniji po drugi svetovni vojni. Kljub temu so po njeni smrti leta 1968 še naprej ostajale med najbolj prodajanimi deli.
Blytonova je menila, da je odgovorna za to, da svojim bralcem zagotovi močan moralni okvir, zato jih je spodbujala, da podprejo vredne cilje. V klubih, ki jih je ustanovila ali podpirala, jih je spodbujala in organizirala, da so zbirali sredstva za dobrodelne ustanove za živali in otroke. Zgodba njenega življenja je bila uprizorjena v BBC-jevem filmu Enid, v katerem je v naslovni vlogi nastopila Helena Bonham Carter in ki je bil prvič predvajan v Združenem kraljestvu na BBC Four leta 2009. Prav tako so več njenih knjig priredili za oder ali televizijo.

## Zgodnje življenje in izobrazba
Enid Blyton se je rodila 11. avgusta 1897 v East Dulwichu v južnem delu Londona kot najstarejša od treh otrok očeta Thomasa Careyja Blytona (1870-1920), ki je bil prodajalec jedilnega pribora, in mame Therese Mary (rojene Harrison, 1874-1950). Mlajša brata Hanly (1899-1983) in Carey (1902-1976) sta se rodila po tem, ko se je družina preselila najprej v vilo v Beckenham, nato pa v Kentu. Nekaj mesecev po rojstvu je Enid zbolela in skoraj umrla zaradi oslovskega kašlja, vendar je po zaslugi očeta ozdravela. Do njega je gojila globoko naklonjenost. Oče je v njej vzbudil ljubezen do narave. V svoji avtobiografiji je pozneje o njem zapisala, da je "ljubil rože in ptice in divje živali in je vedel več o njih kot kdorkoli, kar sem jih kdaj srečala.« Nanjo je prenesel tudi svoje zanimanje za vrtnarjenje, umetnost, glasbo, literaturo in gledališče. Pogosto sta se skupaj sprehajala v naravi, kar pa ni bilo všeč njeni materi, ki ni kazala veliko zanimanja za udejstvovanje svoje hčerke. Enid je zlomilo, ko je oče kmalu po njenem trinajstem rojstnem dnevu zapustil družino zaradi druge ženske. Z materjo nikoli ni imela dobrega odnosa in se niti ni udeležila pogreba katerega od staršev.
Med letoma 1907 in 1915 je Blytonova obiskovala St Christopher's School v Beckenhamu, na kateri je postala šolska prvakinja v tenisu in kapetanka ekipe za lacrosse. Od šolskih predmetov se je najbolj odlikovala v pisanju in se tako leta 1911 predstavila na otroškem pesniškem tekmovanju, ki ga je organiziral Arthur Mee. Ta jo je vzpodbujal k nadaljnjemu pisanju, enako vzpodbudo ji je dajala tudi teta šolske prijateljice, slikarke Mary Potter, Mabel Attenborough. Njena mati je pisanje označila za izgubo časa in denarja.
Oče jo je naučil zelo dobro igrati klavir. Verjel je, da bi lahko sledila stopinjam njegove sestre in postala poklicna glasbenica. Blytonova se je na koncu vendarle odločila, da ji pisanje bolj ustreza. Po končanem šolanju leta 1915 se je odselila iz družinske hiše in živela s prijateljico Mary Attenborough, nato pa z Georgom in Emily Hunt v Seckford Hallu v bližini Woodbridga v Suffolku. Ta kraj z domnevnim prostorom, kjer naj bi strašilo, in tajnim kanalom je bil navdih za njeno kasnejše pisanje. Kmalu je spoznala Ido Hunt, ki je poučevala na gimnaziji v Ipswichu in ji je predlagala, da bi delala kot učiteljica. Blytonova je predlog sprejela. V tem času skoraj ni imela več stika s svojo družino.
Njene rokopise so založniki večkrat zavrnili, zaradi česar je postala le še bolj odločena, da bo uspela. Pozneje je o tem zapisala: »Deloma ti pri tem pomaga boj, ki ti da odločnost, značaj, samozavest – stvari, ki ti pomagajo pri katerem koli poklicu, zagotovo tudi v pisateljevanju.« Marca 1916 so v reviji Nash's Magazine objavili njene prve pesmi. Decembra 1918 je zaključila šolo za učitelje in naslednji mesec pričela delati na šoli Bickley Park, manjši ustanovi za dečke v Bickleyju v Kentu. Dva meseca pozneje je prejela učiteljska certifikata z odliko iz zoologije in načel izobraževanja, prve stopnje iz botanike, geografije, prakse in zgodovine poučevanja, otroške higiene in poučevanja v razredu ter druge stopnje iz književnosti in osnovne matematike. Leta 1920 se je preselila v Southernhay v Hook Road Surbiton, kjer je postala guvernanta štirim sinovom arhitekta Horacea Thompsona in njegove žene Gertrude. Tam je preživela štiri srečna leta. Zaradi pomanjkanja šol na tem območju so se jim pridružili še otroci sosedov, tako da se je v hiši razvila prava manjša šola.

## Zgodnje delo
Leta 1920 se je Blytonova preselila v Chessington in začela pisati v svojem prostem času. Naslednje leto je zmagala na pisateljskem tekmovanju z esejem "On the Popular Fallacy that to the Pure All Things are Pure." Zaradi tega uspeha so se razni založniki začeli zanimati za njene kratke zgodbe in pesmi.
Prva izdana knjiga Enid Blyton je bila 24-stranska pesniška zbirka Child Whispers leta 1922. Ilustrirala jo je njena prijateljica iz šole Phyllis Chase, ki je z njo sodelovala še pri nekaterih njenih zgodnejših delih. Tega leta je Blytonova začela objavljati v izdajah založnika Cassella in Georgea Newnes. Njeno prvo delo Peronel and his Pot of Glue je bilo sprejeto za izdajo v publikaciji Teachers' World. Velik uspeh ji je prinesla objava njenih pesmi v posebni izdaji, v kateri so bili tudi prispevki Rudyarda Kiplinga, Walterja de la Mareja in G. K. Chestertona. Njeni izobraževalni teksti so bili zelo vplivni v 20-ih in 30-ih letih 20. stoletja. Najbolj obsežna dela so bila The Teacher's Treasury (1926) v treh delih, Modern Teaching (1928) v šestih delih, Pictorial Knowledge (1930) v desetih delih in Modern Teaching in the Infant School (1932) v štirih delih.
Julija 1923 je izdala Real Fairies, zbirko s 33-imi pesmimi, napisanimi posebej za to zbirko, le ena pesem se je pred tem pojavila v reviji Punch. Naslednje leto je izšla knjiga The Enid Blyton Book of Fairies, ki jo je ilustriral Horace J. Knowles, leta 1926 pa Book of Brownies. Nekaj knjig in iger je izšlo tudi leta 1927, med drugim A Book of Little Plays in The Play's the Thing, ki jo je ilustriral Alfred Bestall.
V tridesetih letih 20. stoletja se je Blytonova začela zanimati za različne zgodovinske mite, med njimi za tiste iz antične Grčije in Rima. Leta 1930 so tako izšle knjige The Knights of the Round Table, Tales of Ancient Greece in Tales of Robin Hood. V knjigi Tales of Ancient Greece je Enid Blyton na novo napisala 16 dobro poznanih mitov iz antične Grčije, pri čemer pa je raje uporabila latinska imena in si izmislila pogovore med osebami. Leta 1934 so izšle The Adventures of Odysseus, Tales of the Ancient Greeks and Persians in Tales of the Romans.

## Komercialni uspeh

### Nove serije: 1934-1948
Prva od osemindvajsetih knjig v seriji Old Thatch, The Talking Teapot and Other Tales, je bila objavljena leta 1934, istega leta kot Brer Rabbit Retold (Brat Zajec je bil sicer prvotno predstavljen v knjigi Uncle Remus stories, ki jo je napisal Joel Chandler Harris). Njen prvi samostojni roman, Adventures of the Wishing-Chair, je sledil leta 1937. The Enchanted Wood, prva knjiga iz serije Faraway Tree, je izšla leta 1939 in govori o čarobnem drevesu – navdih je črpala iz nordijske mitologije, ki jo je navdušila že kot otroka. Po besedah Blytonine hčere Gillian je navdih za čarobno drevo dobila »nekega dne, ko si je zamislila zgodbo in nenadoma je hodila po začaranem gozdu in našla drevo. V svoji domišljiji je splezala skozi veje in srečala Moon-Facea, Silkyja, gospoda Ponvo in druge like. Imela je vse, kar je potrebovala.« Kot v seriji Wishing-Chair tudi te fantazijske knjige običajno vključujejo otroke, ki so transportirani v čarobni svet, v katerem srečajo vile, gobline, viline, piksije in druga mitološka bitja.
Prvi samostojni pustolovski roman Blytonove, The Secret Island, z glavnimi liki Jackom, Mikeom, Peggy in Noro je izšel leta 1938. V časopisu The Glasgow Herald so ga opisali kot »pustolovščino v slogu Robinsona Crusoeja na otoku v angleškem jezeru.« Ta roman je bil najljubši po izboru njene hčerke Gillian in je sprožil nastanek serije Skrivnih sedem. Naslednje leto je Blytonova izdala prvo knjigo v seriji Circus in prvo knjigo v seriji Amelia Jane z naslovom Naughty Amelia Jane. Gillian je pozneje povedala, da je glavni lik temeljil na veliki ročno izdelani lutki, ki ji jo je dala sama mama ob tretjem rojstnem dnevu.
V 40-ih letih 20. stoletja je Blytonova postala plodna avtorica, njen uspeh pa se je krepil z njenim trženjem, oglaševanjem in blagovno znamko, ki je veljala za daleč pred svojim časom. Leta 1940 je Blytonova objavila dve knjigi: Three Boys and a Circus in Children of Kidilin, oboje pod psevdonimom Mary Pollock (njeno srednje ime in priimek, ki ga je dobila s poroko). Istega leta je izšlo še enajst knjig, ki so bile izdane pod njenim imenom. Knjige Pollockove so bile tako priljubljene, da je eden od recenzentov opozoril, da mora »Enid Blyton bolje paziti na svoje lovorike.« Vendar pa se bralci njenih knjig niso pustili zavajati in so se mnogi pritožili tako njej kot njenemu založniku, zaradi česar je bilo vseh šest knjig, ki so bile objavljene pod imenom Mary Pollock (dve leta 1940 in štiri leta 1943) pozneje ponovno izdanih pod njenim pravim imenom. Pozneje v letu 1940 je Blytonova izdala prvo od svojih knjig zgodb iz internata in prvi roman v seriji Naughtiest Girl, The Naughtiest Girl in the School, v katerih spremlja podvige nagajive šolarke Elizabeth Allen v izmišljeni šoli Whyteleafe. Prvi od njenih šestih romanov iz serije St. Clare's, The Twins, je izšel naslednje leto – v njem sta glavna lika sestri dvojčici Patricia in Isabel O'Sullivan.
Leta 1942 je Blytonova izdala prvo knjigo iz serije Mary Mouse z naslovom Mary Mouse and the Dolls' House. Govori o miški, ki je izgnana iz svoje mišje luknje in postane služkinja v hiši za punčke. Med letoma 1942 in 1964 je nastalo 23 knjig iz te serije, samo leta 1942 je bilo prodanih 10 000 izvodov. Istega leta je bil izdan tudi prvi roman iz serije Pet prijateljev z naslovom Na otoku zakladov. Knjigo je ilustrirala Eileen Soper. Priljubljenost prve knjige je povzročila nastanek še enaindvajsetih knjig do leta 1963. Imena glavnih junakov (Julian, Dick, Anne, George (Georgina) in pes Timmy) so postala priljubljena imena v Veliki Britaniji. Matthew Grenby, avtor revije Children's Literature, je navedel, da se je peterica ukvarjala z »razkrivanjem prekaljenih zlikovcev in reševanjem hudih zločinov,« čeprav so bili romani »trdo kuhani trilerji.« Lik Georgine, ki je želela biti fant, je Blytonova oblikovala po sebi in jo opisala kot »kratkolaso, pegasto, čvrsto in smrkavo« ter obenem »drzno, razdražljivo in zvesto.«
Blytonovo so zanimale tudi biblične pripovedi in je zato v knjigah pogosto pripovedovala zgodbe iz Stare in Nove zaveze. The Land of Far-Beyond (1942) je krščanska prispodoba po vzoru romana The Pilgrim's Progress (1698) Johna Bunyana, s tem da so glavne junake predstavljali sodobni otroci. Leta 1943 je izdala knjigo The Children's Life of Christ, zbirko devetinpetdesetih kratkih zgodb, povezanih z Jezusovim življenjem, lastno predelavo priljubljenih svetopisemskih zgodb od rojstva in obiska Treh kraljev do sojenja, križanja in vstajenja. Naslednje leto je izdala Tales from the Bible, tej knjigi pa je leta 1948 sledila še The Boy with the Loaves and Fishes.
Prva knjiga iz serije Five Find-Outers z naslovom The Mystery of the Burnt Cottage, je izšla leta 1943, istega leta pa še druga iz serije Faraway, The Magic Faraway Tree, ki je bila leta 2003 v BBC-jevi anketi Big Read, s katero so iskali najljubšo knjigo prebivalcev Združenega kraljestva, uvrščena na 66. mesto. Več knjig Blytonove iz tega obdobja ima morsko tematiko, med njimi slikanica za mlajše bralce John Jolly by the Sea (1943), ki je izšla pri založbi Evans Brothers. V to tematiko spadata tudi knjigi The Secret of Cliff Castle in Smuggler Ben, ki sta prvotno obe izšli pod imenom Mary Pollock leta 1943. Enako velja tudi za The Island of Adventure, prvo knjigo iz serije osmih knjig Adventure od leta 1944 naprej, pa tudi za druge romane, na primer tudi za Pet prijateljev in knjige iz te serije Na otoku zakladov (1942), Znova na Kirrinovem otoku (1947) in Luč v svetilniku (1953).
Z izkoriščanjem svojega uspeha z zvestim in vedno večjim krogom bralcev je Blytonovo vsako leto poleg drugih romanov izdala novo nadaljevanje številnih serij, kot so Pet prijateljev, Five Find-Outers in St. Clare's, pa tudi druge kratke zgodbe. Leta 1946 je izdala prvo knjigo v seriji šestih knjig Malory Towers, ki se vrtijo okoli šolarke Darrell Rivers, First Term at Malory Towers, ki je postala izredno priljubljena, sploh med dekleti.

### Vrhunec: 1949-1959
Prva knjiga iz serije Barney Mysteries, The Rockingdown Mystery, je bila objavljena leta 1949, tako kot tudi prvi od petnajstih romanov iz serije Skrivnih sedem. Skupino v tej seriji sestavljajo Peter, njegova sestra Janet in njuni prijatelji Colin, George, Jack, Pam in Barbara, ki se redno srečujejo v lopi na vrtu, kjer razpravljajo o nenavadnih dogodkih v njihovi lokalni skupnosti. Blytonova je nato zgodbe na novo napisala, da bi jih lahko predelali v stripe, ki so se pojavljali v sklopu Mickey Mouse Weekly leta 1951 z ilustracijami Georgea Brooka. Francoska avtorica Evelyne Lallemand je v sedemdesetih letih 20. stoletja nadaljevala serijo in ustvarila dodatnih dvanajst knjig, od katerih jih je Anthea Bell med letoma 1983 in 1987 v angleščino prevedla devet.
Lik Nodi, majhen lesen deček iz dežele igrač, se je prvič pojavil v reviji Sunday Graphic 5. junija 1949, novembra istega leta pa je izšla Noddy Goes to Toyland, prva iz serije vsaj dveh ducatov knjig. Idejo si je zamislil eden od Byltonovih založnikov Sampson, Low, Marston and Company, ki je leta 1949 organiziral srečanje med Blytonovo in nizozemskim ilustratorjem Harmsenom van der Beekom. Čeprav je komunikacija potekala preko tolmača, je podal nekaj začetnih skic o tem, kako bo predstavljena dežela in njeni liki. Štiri dni po srečanju je Blytonova poslala besedilo prvih dveh knjig o Nodiju svojemu založniku, da bi ga posredoval van der Beeku. Zgodbe o Nodiju so postale ena njenih najuspešnejših in najbolj znanih serij in so bile zelo priljubljene v petdesetih letih 20. stoletja. V desetletju je bila ustvarjena široka paleta podserij, samostojnih in stripovskih knjig, pa tudi Nodijeva knjižnica, Nodijeva garaža knjig, Nodijev grad knjig, Nodijeva postaja igrač in Nodijeva knjigarna.
Leta 1950 je Blytonova za vodenje zadev ustanovila podjetje Darrell Waters Ltd. Do zgodnjih petdesetih let 20. stoletja je dosegla vrhunec svojega ustvarjanja, pogosto je izdala več kot 50 knjig na leto in ostala izjemno plodna skozi večji del desetletja. Do leta 1955 je napisala štirinajsto knjigo iz serije Pet prijateljev (V krempljih ugrabiteljev), petnajsto knjigo iz serije Mary Mouse (Mary Mouse in Nursery Rhyme Land), osmo knjigo iz serije Adventure (The River of Adventure) in sedmo knjigo iz serije Skrivnih sedem (Secret Seven Win Through). Leta 1951 je zaključila tudi šesto in zadnjo knjigo iz serije Malory Towers, Last Term at Malory Towers.
Blytonova je objavila več knjig, ki prikazujejo lik terierja Scampa, ki so sledile prvi knjigi The Adventures of Scamp, ki jo je leta 1943 izdala pod psevdonimom Mary Pollock. Knjige Scamp Goes on Holiday (1952) in Scamp and Bimbo, Scamp at School, Scamp and Caroline in Scamp Goes to the Zoo (1954) je ilustriral Pierre Probst. Predstavila je tudi lik Boma, elegantno igračo bobnarja z rdečim plaščem in čelado, ki se je pojavil poleg Nodija v TV Comic julija 1956. S knjigo Bom the Little Toy Drummer z ilustracijami R. Paul-Hoyeja je pričela novo serijo, ki so ji sledile knjige Bom and His Magic Drumstick (1957), Bom Goes Adventuring in Bom Goes to Ho Ho Village (1958), Bom and the Clown in Bom and the Rainbow (1959) ter Bom Goes to Magic Town (1960). Leta 1958 je izdala še dve deli s tem likom, ki sta vključevali dvajset kratkih zgodb, pesmi in stripov.

### Zadnja dela
Številne serije Blytonove, vključno z Nodijem in Skrivnih sedem, so bile še naprej uspešne tudi v šestdesetih letih 20. stoletja. Do leta 1962 je bilo prodanih že 26 milijonov izvodov knjig o Nodiju. Blytonova je leta 1963 sklenila več svojih dolgoletnih serij in izdala zadnji knjigi serij Pet prijateljev (Zadnja pustolovščina) in Skrivnih sedem (Fun for the Secret Seven). Z ilustratorko Grace Lodge sta izdali še tri knjige iz serije Brer Rabbit – Brer Rabbit Again, Brer Rabbit Book in Brer Rabbit's Rascal. Leta 1962 so bile številne njene knjige med prvimi, ki so jih pri Armada Books izdali v mehki vezavi, zaradi česar so bile otrokom cenovno dostopnejše.
Po letu 1963 se je Blytonova na splošno omejila na kratke zgodbe in knjige za najmlajše bralce, kot so Naučimo se šteti z Nodijem in Naučimo se časa z Nodijem leta 1965 ter Zgodbe za spanje in Zbirka zgodb v slikah Sunshine leta 1966. Kot glavna razloga za to spremembo sta bila navedena njeno pešanje zdravja in upadanje števila bralcev med starejšimi otroci. Zadnjo knjigo v seriji Nodi, Nodi in letalo, je izdala februarja 1964. Maja naslednjega leta je izdala knjigo Mixed Bag, ki je vsebovala pesmi, ki jih je napisal njen nečak Carey. Avgusta je izdala še svoja zadnja romana The Man Who Stopped to Help in The Boy Who Came Back.

## Dobrodelnost
Blytonova je čutila odgovornost, da svojim bralcem predstavi pozitiven moralni okvir in jih je zato spodbujala, da podprejo resnično vredne cilje. Njeno mnenje, ki je bilo izraženo tudi v članku leta 1957, je bilo, da bi morali namesto odraslih otroci pomagati živalim in drugim otrokom:
»[Otroci] niso zainteresirani za pomoč odraslim. Pravzaprav menijo, da bi se morali odrasli sami spoprijeti s potrebami odraslih. Močno pa se zanimajo za živali in druge otroke ter čutijo sočutje do slepih dečkov in deklet ter spastikov, ki ne morejo hoditi ali govoriti.«
Blytonova in člani otroških klubov, ki jih je promovirala preko svojih revij, so zbrali veliko denarja za različne dobrodelne organizacije. Po njenih besedah je članstvo v njenih klubih pomenilo delati za druge brez plačila. Največji med klubi, s katerimi je sodelovala je bil Zasedene čebele, mladinski oddelek Ljudske ambulante za bolne živali, ki ga je Blytonova aktivno podpirala od leta 1933. Klub je leta 1934 ustanovila Maria Dickin in je po objavi v reviji Enid Blyton Magazine privabil 100 000 članov v treh letih. Zaradi izjemne priljubljenosti Blytonove je klub v njenem prvem letu mandata, ki ga je pričela leta 1952, pridobil 20 000 dodatnih članov. Leta 1953 je nastal klub Enid Blyton Magazine. Njegov glavni cilj je bil zbrati sredstva za pomoč otrokom s cerebralno paralizo, ki so obiskovali center v Cheyne Walku v londonskem Chelseaju, tako da so zanje opremili tudi hostel.
Serija Pet prijateljev je požela takšno odobravanje, da so se bralci obrnili na Blytonovo s pobudo po ustanovitvi kluba oboževalcev. Pisateljica se je strinjala pod pogojem, da bi to združenje imelo koristen namen in predlagala, da bi lahko zbirali sredstva za socialni dom za dojenčke v Shaftesburyju in Beaconsfieldu, v odboru katerega je bila od leta 1948. Klub je bil ustanovljen leta 1952 in je zagotovil sredstva za opremo znamenitega oddelka petih prijateljev v domu, otroškega bazena, sončne sobe, poletne hiše, igrišča, prostora za praznovanja rojstnih dni in božiča ter za obiske. Do poznih petdesetih let so imeli klubi Blytonove 500 000 članov in so v šestih letih zbrali 35 000 funtov.
Do leta 1974 je Klub petih prijateljev imel 220 000 članov in se je še večal s hitrostjo 6000 novih članov na leto. Dom Beaconsfield, ki so ga podpirali, so leta 1967 zaprli, vendar je klub še vedno zbiral sredstva za druge otroške dobrodelne projekte, med drugim za posteljo Enid Blyton v bolnišnici Great Ormond Street in mini avtobus za invalidne otroke bolnišnice Stoke Mandeville.

## Zasebno življenje
28. avgusta 1924 se je Blytonova poročila z majorjem Hughom Alexandrom Pollockom (1888-1971). Na poroko svoje družine ni povabila. Mož se je malo pred poroko ločil od prve žene, s katero je imel dva sinova, od katerih je eden že bil pokojen. Pollock je bil urednik knjižnega oddelka v založniškem podjetju George Newnes, ki je postalo njen stalni založnik. On je Blytonovi predlagal, naj napiše knjigo o živalih The Zoo Book, ki je bila dokončana mesec dni pred njuno poroko. Prvotno sta živela v stanovanju v kraju Chelsea, nato v Beckenhamu, na koncu pa v Bourne Endu (v njenih delih imenovan Peterswood) od leta 1929. Prva hči Gillian se je rodila 15. julija 1931, po splavu leta 1934 pa še druga hčerka Imogen, rojena 27. oktobra 1935.
Leta 1938 se je družina preselila v hišo v Beaconsfield. Hiša so poimenovali Green Hedges po natečaju za bralce njene revije. Sredi tridesetih let 20. stoletja se je Pollock (morda zaradi travme, ki mu jo je vtisnila prva svetovna vojna, obujal pa jo je med srečanji  z Winstonom Churchillom) umaknil iz javnega življenja in postal skrivni alkoholik. Ob izbruhu druge svetovne vojne se je vključil v obrambo domovine. Takrat je ponovno srečal 19 let mlajšo pisateljico Ido Crowe, ki jo je sicer spoznal že pred leti, in ji ponudil delo tajnice v centru za usposabljanje v kraju Denbies v gotskem dvorcu v Surreyju, ki je pripadal Lordu Ashcombeju. Zapletla sta se v romantično razmerje. Zakon Blytonove in Pollocka se je znašel v težavah. Ida Crowe je pozneje v svojih spominih zapisala, da je tudi Blytonova začela z nizom razmerij, med katerimi je bilo tudi lezbično z eno od varušk otrok. Leta 1941 je Blytonova začela resno razmerje z londonskim kirurgom Kennethom Fraserjem Darrellom Watersom. Pollock je odkril zvezo in zagrozil, da bo sprožil postopek za ločitev, kar bi lahko škodilo njeni javni podobi. Na koncu sta se dogovorila, da je postopek sprožila Blytonova, ki je (glede na spomine Ide Crowe) obljubila, da bo Pollocku omogočila dostop do hčera, če bo priznal nezvestobo. Po ločitvi je obljubo prelomila in dosegla prepoved stikov z otrokoma, za povrh pa je poskrbela, da ni mogel več najti dela v založništvu. Pollock, ki se je z Ido Crowe poročil 26. oktobra 1943, je nadaljeval s popivanjem in bil leta 1950 prisiljen razglasiti osebni stečaj.
Enid Blyton in Darrell Waters sta se poročila v Westminstru 20. oktobra 1943. Kmalu po poroki je Blytonova spremenila priimek svojih hčera v Darrell Waters in javno sprejela svojo novo vlogo srečno poročene in predane zdravnikove žene. Leta 1945 je po petih mesecih nosečnosti po padcu z lestve splavila. Otrok bi bil prvi otrok Darrella Watersa in hkrati sin, po katerem sta oba hrepenela.
Še naprej je gojila ljubezen do tenisa, ki je vključevala tudi igro z golim telesom, ki je bilo ''v tistih časih običajno med bolj očarljivimi pripadniki srednjega sloja.''
Njeno zdravje se je začelo slabšati leta 1957, ko se je med igro golfa začela pritoževati zaradi občutka omedlevice in težke sape. Leta 1960 so se pojavili prvi znaki demence. Njen zastopnik George Greenfield se je pozneje spominjal, da je bilo nepredstavljivo za eno "najbolj znanih in uspešnih otroških avtorjev z ogromno energije in računalniškim spominom", da je zbolela za Alzheimerjevo boleznijo v svojih srednjih šestdesetih letih. Stanje se je še poslabšalo, ko je začelo pešati tudi zdravje njenega moža, ki je zbolel za hudim artritisom, postajal pa je tudi vedno bolj vzkipljiv. Naposled je umrl 15. septembra 1967.
Življenjska zgodba Enid Blyton je bila uprizorjena v BBC-jevem filmu Enid, ki je bil v Združenem kraljestvu prvič predvajan na programu BBC Four 16. novembra 2009. Helena Bonham Carter, ki je odigrala naslovno vlogo, je Blytonovo opisala kot ''popolno deloholičarko, odvisnico od dosežkov in izjemno preudarno podjetnico,'' ki je znala delati na svojem imenu kot tržni znamki.

## Smrt
V mesecih po moževi smrti je Blytonova slabela in se zato tri mesece pred smrtjo preselila v negovalni dom v Hampsteadu, predelu Londona. Umrla je 28. novembra 1968 v starosti 71 let. Njene posmrtne ostanke so kremirali v Golders Green Crematoriumu, kjer se še danes nahaja njen pepel.